# Peter Brandt (Historiker)

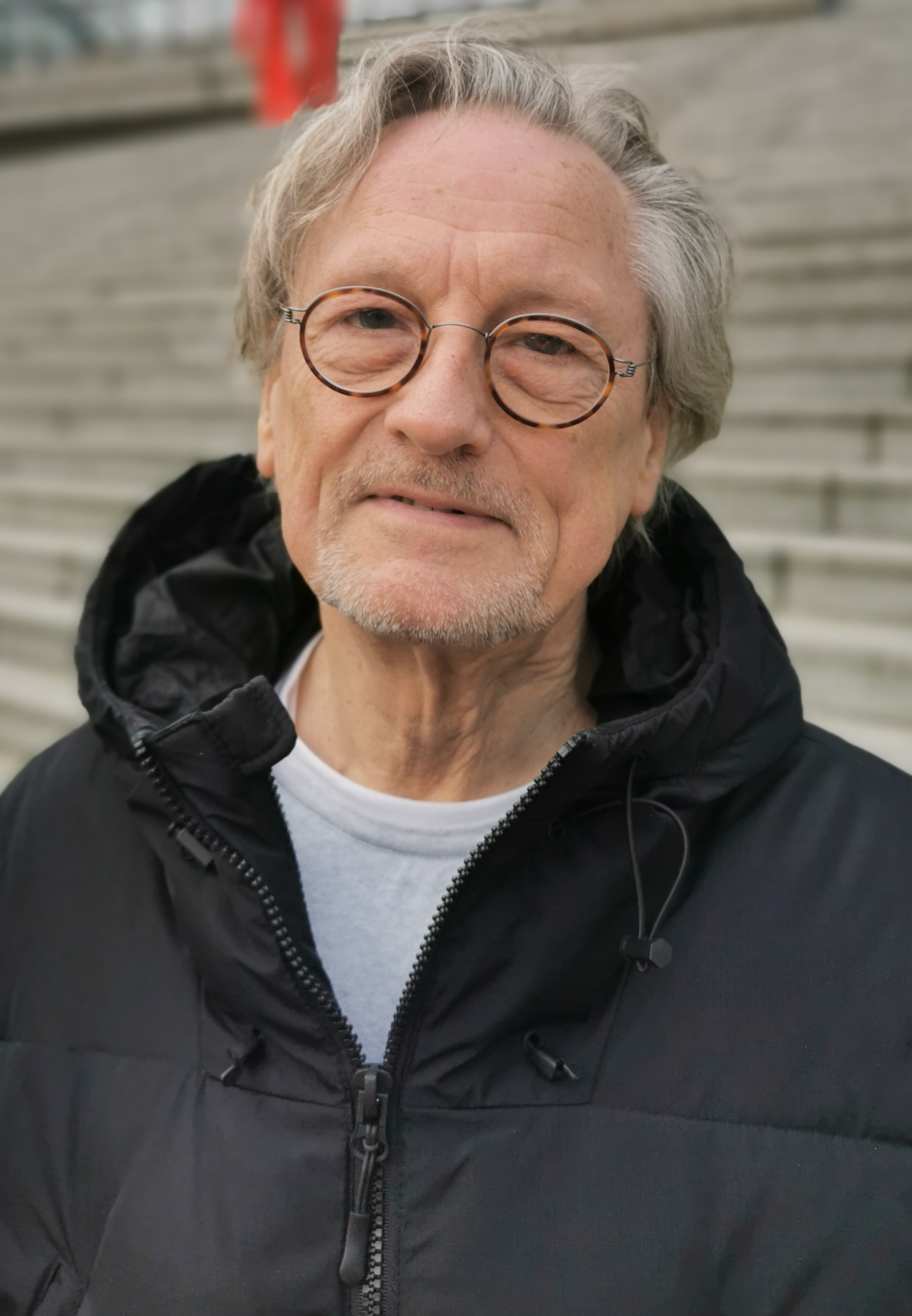
Peter Brandt (2024)

Peter Willy Brandt (* 4. Oktober 1948 in West-Berlin) ist ein deutscher Historiker und Professor im Ruhestand für Neuere und Neueste Geschichte an der Fernuniversität in Hagen.

## Leben

### Familie
Peter Brandt wurde als ältester Sohn von Willy Brandt und dessen Frau Rut in Berlin geboren. Seine Brüder sind Lars Brandt und Matthias Brandt, seine ältere Halbschwester Ninja (* 1940) entstammt als voreheliches Kind der ersten Ehe (1941–1948) Willy Brandts mit Carlota Thorkildsen. Peter Brandt ist zweifach geschieden und hat zwei Kinder. Heute lebt er mit seiner dritten Ehefrau Susanne in Berlin.

### Schule, Studium und Promotion

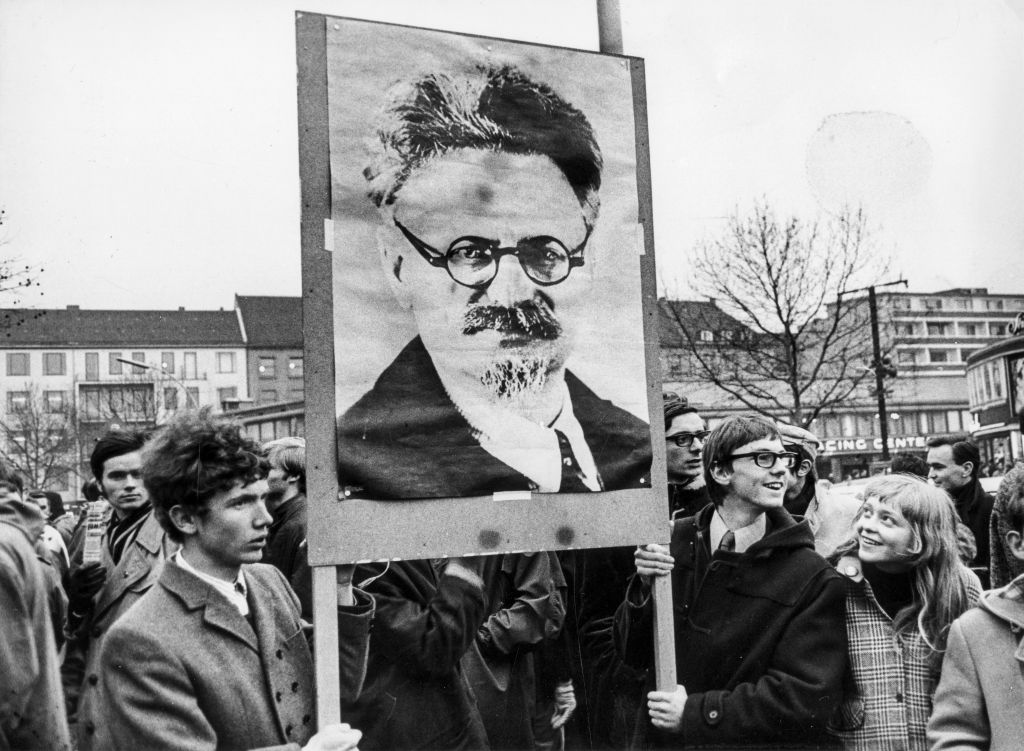
Ludwig Binder: Studentenrevolte 1967/68, West-Berlin; veröffentlicht vom Haus der Geschichte der Bundesrepublik Deutschland.
Rechts: Peter Brandt und Freundin Maria beim Protestmarsch gegen die polnische Militärmission, 13. März 1968. Auf dem Plakat: der russische Revolutionär Leo Trotzki.

Brandt besuchte in Berlin die Schadow-Oberschule. Als seine Familie nach der Ernennung seines Vaters zum Bundesaußenminister und Vizekanzler am 1. Dezember 1966 in die damalige Hauptstadt der Bundesrepublik Deutschland, Bonn, zog, blieb er als einziges Familienmitglied in Berlin-West, da er nicht kurz vor dem Abitur, das er 1968 ablegte, die Schule wechseln wollte.
Anschließend begann er ein Studium der Geschichte und Politikwissenschaften an der Freien Universität Berlin. In seiner Studienzeit war er in der Studentenbewegung politisch aktiv. Hierbei geriet er als Mitglied politisch links ausgerichteter Gruppierungen mehrfach mit den politischen Positionen seines Vaters in Konflikt. Im Rahmen mehrerer Prozesse 1967 gegen Brandt, unter anderem wegen seiner Beteiligung an Demonstrationen gegen die Inhaftierung Fritz Teufels, wurden diese Differenzen auch öffentlich. 1968 stand er wegen „Auflauf“ in einem Prozess vor Gericht, aber nicht gemeinsam mit Teufel und Rainer Langhans, wie behauptet wurde. Brandt hegte eine „außergewöhnlich herzliche Sympathie“ für den studentischen Aktivisten Rudi Dutschke, obwohl er zahlreiche seiner Positionen nicht teilte.
Brandt wurde 1973 an der Freien Universität mit einer Dissertation über den Wiederaufbau der deutschen Arbeiterbewegung nach dem Zweiten Weltkrieg am Beispiel Bremens promoviert.

### Berufliche Laufbahn
Von 1973 bis 1975 und von 1986 bis 1989 war Peter Brandt neben seiner Forschungstätigkeit Lehrbeauftragter und freier Publizist. In der Zwischenzeit war er von 1975 bis 1986 Wissenschaftlicher Assistent bzw. Hochschulassistent bei Reinhard Rürup am Institut für Geschichtswissenschaft der Technischen Universität Berlin, der auch seine Habilitationsschrift betreute. 1988 habilitierte sich Brandt an der TU Berlin mit einer Untersuchung zum Thema Studentische Bewegungen und Frühnationalismus um 1800.
Ab 1989 war Brandt Lehrstuhlvertreter, seit 1990 Professor für Neuere Geschichte an der Fernuniversität in Hagen. Am Historischen Institut der FernUniversität war er zuständig für die deutsche und europäische Geschichte des 18. bis 20. Jahrhunderts. Er war von 2003 bis 2017 Direktor und ist seitdem Ehrendirektor des Dimitris-Tsatsos-Instituts für Europäische Verfassungswissenschaften der FernUniversität und war Sprecher des Historischen Promotionskollegs über Gesellschaftliche Interessen und politische Willensbildung der Hans-Böckler-Stiftung. Ferner war er Mitglied im Hochschulrat der FernUniversität, Vertrauensdozent der Hans-Böckler-Stiftung und des Wissenschaftlichen Beirats Haus der Geschichte des Ruhrgebiets. Er ist Mitglied der Vereinigung für Verfassungsgeschichte und Kuratoriumsmitglied des Hagener Instituts für Geschichte und Biographie.
Schwerpunkte seiner wissenschaftlichen Arbeit sind die Gebiete Nationalismus und bürgerlicher Wandel seit dem 18. Jahrhundert, vergleichende europäische Verfassungsgeschichte seit dem 18. Jahrhundert, Geschichte der Arbeiterbewegung und des Sozialismus sowie die Deutsche Frage, besonders nach 1945.
Neben der üblichen Vertretung des Fachs in Forschung und Lehre und der Beteiligung an der akademischen Selbstverwaltung hielt und hält Brandt Vorträge im In- und Ausland, etwa in Berlin, Bielefeld, Bochum, Göttingen, Zürich, Breslau, Oslo, Oxford, Birmingham, Paris, Rom und St. Petersburg.
Ferner ist Peter Brandt zusammen mit Werner Daum, Martin Kirsch und Arthur Schlegelmilch Herausgeber eines Handbuchs in neun Bänden mit CD-ROM-Quellenedition zur vergleichenden europäischen Verfassungsgeschichte seit 1780, das seit 2004 erscheint.
Am 12. Februar 2014 verabschiedete Brandt sich mit der Vorlesung „Das Volk“ – Zur Geschichte eines umstrittenen Begriffs in den Ruhestand. Ein Teil der während seiner Dienstzeit an der Fernuniversität Hagen entstandenen Unterlagen befindet sich heute im Archiv der Fernuniversität Hagen.
Als Professor emeritus trat Brandt öffentlich durch seine Mitwirkung an einem Gutachten über die Frage, ob der letzte preußische Kronprinz, Wilhelm Prinz von Preußen, „der Etablierung der nationalsozialistischen Diktatur Vorschub geleistet“ habe, hervor. Die sich aus den unterschiedlichen Ergebnissen von Brandts Gutachten und den Gutachten anderer Historiker ergebende Forschungskontroverse und die öffentliche Auseinandersetzung um „das Erbe der Hohenzollern“, die diese Kontroverse auslöste, galten Ende 2019 als „der bedeutendste geschichtspolitische Konflikt des Landes“ in der Gegenwart (Der Spiegel).

## Gesellschaftliches Engagement
Neben der wissenschaftlichen Arbeit bemüht sich Brandt um eine seriöse Popularisierung (zum Beispiel durch die Herausgabe historischer Lesebücher, Jubiläumsschriften, Mitarbeit an Ausstellungen oder Vorträge an Volkshochschulen, Bildungseinrichtungen von Gewerkschaften und politischen Parteien) sowie politisches Engagement und politische Publizistik, in den 1980er und 1990er Jahren vor allem die Problematik der Teilung und Wiedervereinigung Deutschlands betreffend. Er ist Mitglied der SPD und der Gewerkschaft ver.di. Aufgrund seiner Positionen zu Nation und Patriotismus sowie nach einem Interview in der Wochenzeitung Junge Freiheit erntete Brandt Kritik. Dabei wurde auch intern über seinen Status als Vertrauensdozent der Hans-Böckler-Stiftung diskutiert.
Brandt zählt auch zu den Autoren des im Juli 2005 von der Jungen Freiheit herausgegebenen Sammelbands Ein Leben für Deutschland. Gedenkschrift für Wolfgang Venohr 1925–2005.
Peter Brandt war außerdem Referent bei der Berliner Burschenschaft Gothia und Autor des nationalrevolutionären Monatsmagazins Wir selbst.
Brandt ist beteiligt an den internationalen wissenschaftlichen Beiräten der Zeitschriften Debatte. Review of contemporary German affairs und Iablis. Jahrbuch für europäische Prozesse. Er war Vertrauensdozent der Hans-Böckler-Stiftung, Mitglied der Historischen Kommission beim SPD-Parteivorstand, Mitglied des Wissenschaftlichen Beirats der Stiftung Bibliothek des Ruhrgebiets. Er ist Mitglied des Vorstands der Friedrich-Ebert-Stiftung, Mitglied des Kuratoriums der Bundeskanzler-Willy-Brandt-Stiftung sowie im Beirat des Willy-Brandt-Archivs im Archiv der sozialen Demokratie, Sprecher des Kuratoriums der Deutschen Gesellschaft, Gründungsmitglied des Kondylis-Instituts für Kulturanalyse und Alterationsforschung, Mitglied des Vorstands des Deutsch-Russischen Forums und stellvertretender Vorsitzender des Willy-Brandt-Kreises. Er ist Herausgeber des Onlinemagazins Globkult.
Brandt war 2018 Unterstützer der linken Sammlungsbewegung Aufstehen und wurde 2020 Mitglied der Gruppe Neubeginn um Ingo Schulze, Ludger Volmer und Gabi Zimmer. Er ist Erstunterzeichner der von Sahra Wagenknecht und Alice Schwarzer initiierten Petition Manifest für Frieden, das die militärische Unterstützung der Ukraine nach dem russischen Überfall 2022 in Frage stellt und zum Einsatz für einen Waffenstillstand und für Friedensverhandlungen aufruft.
Im März 2023 war Brandt Mitinitiator des Appells Frieden schaffen, der zusammen mit 200 Unterzeichnern in der Frankfurter Rundschau und der Berliner Zeitung veröffentlicht wurde. Darin hieß es, dass aus dem Krieg „ein blutiger Stellungskrieg geworden [sei], bei dem es nur Verlierer gibt“. Bundeskanzler Olaf Scholz wurde „ermutigt“, zusammen mit Frankreich die Länder Brasilien, China, Indien und Indonesien für eine Vermittlung zu gewinnen, um schnell einen Waffenstillstand zu erreichen. Der ukrainische Botschafter Oleksij Makejew hat den Appell scharf kritisiert und als „Zynismus gegenüber den zahlreichen Opfern der russischen Aggression“ bezeichnet. Mit Hajo Funke, Harald Kujat und Horst Teltschik rief Brandt im September 2023 erneut zu Waffenstillstand und Friedensverhandlungen auf.

## Ehrungen
- 2009: Verdienstkreuz am Bande der Bundesrepublik Deutschland

## Film
Peter Brandt übernahm 1966 in der Verfilmung der Günter-Grass-Novelle Katz und Maus die Rolle des älteren Joachim Mahlke, sein jüngerer Bruder Lars Brandt übernahm die Rolle des jüngeren Mahlke. Regie, Produktion und Drehbuch verantwortete Hansjürgen Pohland.

## Audio
- Die Linke und die Nation. Peter Brandt und Michael Friedrich Vogt, Audio-CD, Verlag: Polarfilm (31. Oktober 2007).

## Schriften (Auswahl)
Bücher
- Antifaschismus und Arbeiterbewegung. Aufbau, Ausprägung, Politik in Bremen 1945/46 (= Hamburger Beiträge zur Sozial- und Zeitgeschichte. Band 11). Christians, Hamburg 1976, ISBN 3-7672-0400-2 (Dissertation, 1973).
- Arbeiterinitiative 1945. Peter Hammer Verlag, Wuppertal 1976, ISBN 3-87294-103-8 (Mitherausgeber und -verfasser).
- Arbeiter-, Soldaten- und Volksräte 1918/19. Droste, Düsseldorf 1980 (Mitbearbeiter, Quellenedition).
- Preußen. Zur Sozialgeschichte eines Staates. Ausstellungskatalog, Rowohlt, Hamburg 1981 (= Preußen – Eine Bilanz. Band 3).
- Mit Herbert Ammon: Die Linke und die nationale Frage. Rowohlt, Reinbek 1981.
- Sozialismus in Europa. Bilanz und Perspektiven. 1989 (Mitherausgeber und -verfasser).
- Volksbewegung und demokratische Neuordnung in Baden 1918/19. Thorbecke, Sigmaringen 1991 (Mitverfasser).
- Mit Dieter Groh: „Vaterlandslose Gesellen“. Sozialdemokratie und Nation 1860–1990. Beck, München 1992.
- 1746/1996. Beiträge zur Geschichte der Stadt Hagen. Klartext, Essen 1996 (Mitherausgeber und -verfasser).
- An der Schwelle zur Moderne. Deutschland um 1800. Historisches Forschungszentrum, Bonn 1999 (Herausgeber und Mitverfasser), ISBN 978-3-86077-863-0.
- Schwieriges Vaterland. Deutsche Einheit – Nationales Selbstverständnis – Soziale Emanzipation. Edition Ost, Berlin 2001 (Aufsatzsammlung).
- Die Arbeiterbewegung des 19. und 20. Jahrhunderts. Entwicklung – Wirkung – Perspektive. In: Jahrbuch für Forschungen zur Geschichte der Arbeiterbewegung. Heft I/2002.
- 1948 – Jahr der Entscheidungen. Ernst Reuter und der Weg in den Kalten Krieg (= Ernst-Reuter-Hefte, Heft 1). be-bra, Berlin 2012, ISBN 978-3-95410-006-4.
- Gesellschaftliche Entwicklung, Arbeiterbewegung und Sozialismus zu Beginn des 21. Jahrhunderts. In: Jahrbuch für Forschungen zur Geschichte der Arbeiterbewegung. Heft I/2012.
- Mit anderen Augen. Versuch über den Politiker und Privatmann Willy Brandt. Dietz Verlag, Bonn 2013, ISBN 978-3-8012-0441-9.
- »Freiheit und Einheit«, 2 Bände, Edition Bodoni, Berlin 2017.
- Trotzkismus in Deutschland – Internationaler Kontext und historischer Abriss, Sozialismus, Supplement zu Heft 4/2018, ISBN 978-3-89965-882-8.
- zusammen mit Antje Vollmer et al.: Neubeginn. Aufbegehren gegen Krise und Krieg. Eine Flugschrift. VSA Verlag, Hamburg 2022, ISBN 978-3-96488-138-0.
darin:
- Peter Brandt, Michael Brie, Daniela Dahn, Dieter Klein, Ingo Schulze, Ludger Volmer, Antje Vollmer, Gabi Zimmer: Brief an den Jugendrat der Generationen-Stiftung
- Peter Brandt: Als Juniorpartner der USA hat die Europäische Union keine Zukunft.
- mit Detlef Lehnert: Eine kurze Geschichte der deutschen Sozialdemokratie. Dietz, Bonn 2023, ISBN 978-3-8012-0646-8.

Herausgeberschaften
- Mit Ulrich Schulze-Marmeling: Antifaschismus – Ein Lesebuch. Deutsche Stimmen gegen Nationalsozialismus und Rechtsextremismus von 1922 bis zur Gegenwart. LitPol-Verlagsgesellschaft, Berlin 1985, ISBN 3-88279-030-X.
- Mit Arthur Schlegelmilch, Reinhard Wendt: Symbolische Macht und inszenierte Staatlichkeit. „Verfassungskultur“ als Element der Verfassungsgeschichte. Dietz Verlag, Bonn 2005, ISBN 3-8012-4151-3.
- Mit Martin Kirsch, Arthur Schlegelmilch: Handbuch und Quellen zur europäischen Verfassungsgeschichte. [bisher] 3 Bände, Dietz Verlag, Bonn 2006–2020, ISBN 978-3-8012-4144-5.
- Mit Werner Daum, Miriam Horn: Der skandinavische Weg in die Moderne. Beiträge zur Geschichte Norwegens und Schwedens vom Spätmittelalter bis ins 20. Jahrhundert. Berliner Wissenschaftsverlag, Berlin 2016, ISBN 978-3-8305-3638-3.
- Mit Gert Weisskirchen: Sozialismus mit menschlichem Antlitz. Der Aufbruch in der Tschechoslowakei 1968 in seinem historischen Umfeld. Verlag J. H. W. Dietz Nachf., Bonn 2022, ISBN 978-3-8012-0598-0.

Aufsätze
- War das Deutsche Kaiserreich reformierbar? Parteien, politisches System und Gesellschaftsordnung vor 1914. In: Karsten Rudolph, Christl Wickert (Hrsg.): Geschichte als Möglichkeit. Festschrift für Helga Grebing. Klartext Verlag, Essen 1995, S. 190–210.
- Youth Movements as National Protest Cultures in Germany. In: Hartmut Lehmann, Hermann Wellenreuther (Hrsg.): German and American Nationalism. A Comparative Perspective. Oxford/New York 1999, S. 371–428.
- Volk. In: Historisches Wörterbuch der Philosophie. Band 11, Schwabe, Basel 2001, Sp. 1079–1090.
- Gemeinsame Sicherheit. In: Walter Baier, Peter Brandt, Lühr Henken, Uwe Hiksch, Barbara Majd-Amin, Michael Müller, Peter Wahl u. a.: Krieg bis zur Erschöpfung? VSA-Verlag, Hamburg 2023, S. 147–154.
- Frieden in Sicht? In: Antje Vollmer, Alexander Rahr, Daniela Dahn, Dieter Klein, Gabi Zimmer, Hans-Eckardt Wenzel, Ingo Schulze, Johann Vollmer, Marco Bülow, Michael Brie, Peter Brandt: Den Krieg verlernen, VSA-Verlag, Hamburg 2024, S. 25–32.